# 鱼池镇
鱼池镇，是中华人民共和国重庆市石柱土家族自治县下辖的一个乡镇级行政单位。

## 行政区划
鱼池镇下辖以下地区：
鱼池村、水田村、团结村、黄金村、白江村、山娇村、金竹村和大坪村。